# Berkeley Smith
Berkeley Alexander Smith (né le 8 décembre 1918 à Bournemouth, mort le 22 avril 2003) est un animateur de télévision britannique.

## Biographie
Il fait sa scolarité à la Blundell's School et à l'université de St Andrews. Fils d'un membre de la Royal Garrison Artillery, quand apparaît la Seconde Guerre mondiale, il quitte ses études et s'engage dans la Royal Artillery, combat dans le désert africain puis en Birmanie.
Après le débarquement en Normandie, l'armée de Birmanie commence à se considérer comme « l'armée oubliée » ; Smith est renvoyé en Angleterre pour donner des conférences sur la campagne birmane. Il a tellement de succès qu'il est ensuite envoyé aux États-Unis pour faire de même devant un public américain. Après cela, pendant six mois, il est officier de liaison avec la presse britannique pendant les procès de Nuremberg.
Enfin démobilisé en 1946, Smith cherche une carrière dans l'animation sur la base de ses compétences de communication. Il rejoint la BBC, en commençant par des émissions de radio. Trois ans plus tard, il est producteur dans le département de la télévision.
Au fur et à mesure que le service grandit, le sport prend une partie importante de la production de la BBC et Smith donne bientôt des interviews des champions de golf à la caméra et produit le programme. Smith est l'un des commentateurs du couronnement d'Élisabeth II au Victoria Mémorial. En 1955, il devient directeur du département.
Bien que figure de la télévision depuis près de quarante ans, Smith n'apparaît devant les caméras que quelquefois dans les années 1950 dans l'émission d'interviews At Home, à la place de Richard Dimbleby.
En 1957, il commente le Concours Eurovision de la chanson.
En 1958, Smith devient directeur des émissions extérieures de Southern Television, filiale d'ITV. Il met en place la retransmission d'opéras de Glyndebourne et de Covent Garden. En 1964, il devient directeur des programmes de Southern.
Il représente les sociétés d'ITV lors des réunions à l'Union Européenne de Radio-Télévision, agissant en tant que président de leur sous-commission religieuse. Il est nommé à la tête du secrétariat de l'association des télévisions indépendantes de 1976 à 1984.
Il prend sa retraite en 1983 et se consacre à sa maison et à son jardin dans le Hampshire. Passionné de golf, il devient membre du Royal and Ancient Golf Club of St Andrews.

## Source de la traduction
- (en) Cet article est partiellement ou en totalité issu de l’article de Wikipédia en anglais intitulé « Berkeley Smith » (voir la liste des auteurs).